# University College, Oxford

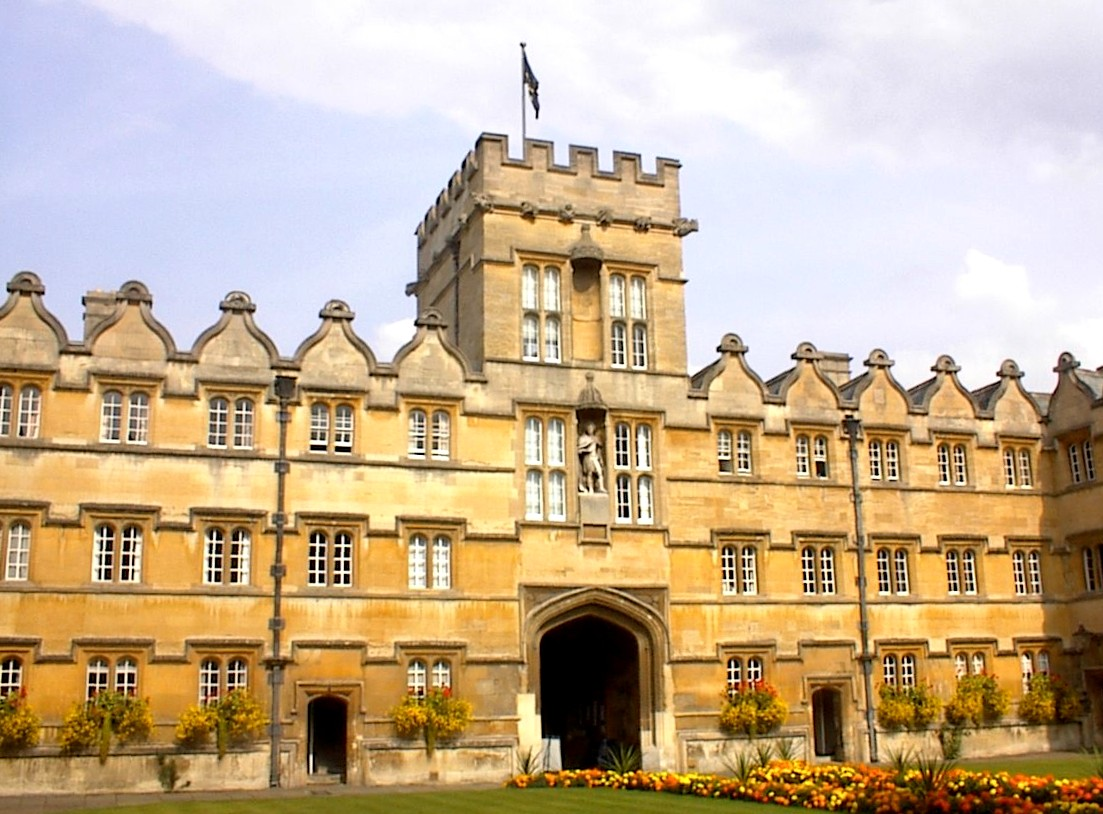
University College, vy från innergården

University College, formellt The Master and Fellows of the College of the Great Hall of the University of Oxford, är ett av Oxfords universitets college, och räknar sig som det äldsta, grundat 1249 av William av Durham, ärkediakon av Caux.
Colleget ligger vid High Street i östra delen av Oxfords historiska stadskärna.
Till collegets mest kända alumner hör premiärministerna Clement Attlee och Harold Wilson, författaren C. S. Lewis, den före detta amerikanske presidenten Bill Clinton, författaren V. S. Naipaul, fysikern Stephen Hawking och poeten Percy Bysshe Shelley.

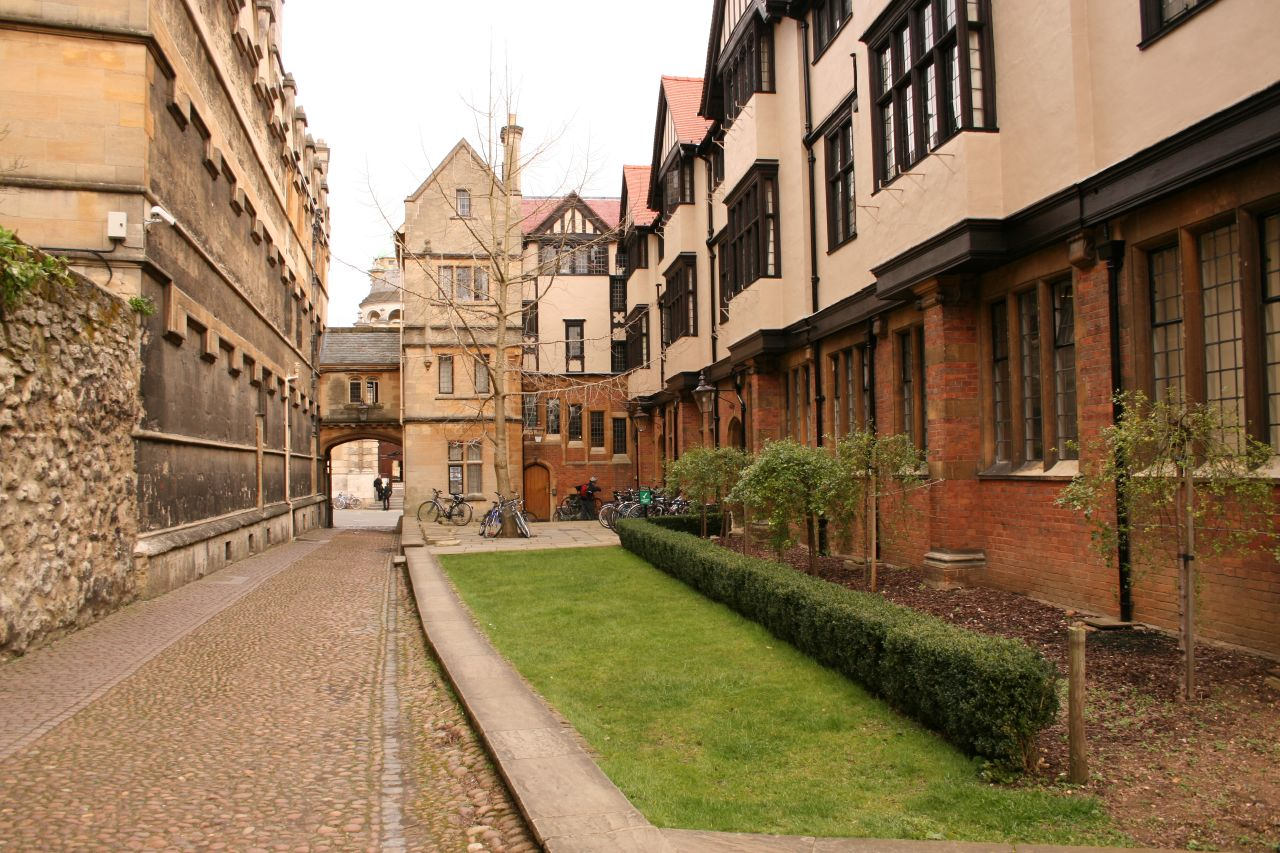
Logic Lane

## Historia
Colleget räknar sig självt som det äldsta colleget i Oxford, grundat 1249. En tidigare legend från medeltiden om att kung Alfred den store skulle ha grundat colleget ses idag som ren fiktion. 1249 donerade William av Durham, ärkediakon av Caux, medel till ett tiotal Masters of Arts som skulle studera teologi, och en fastighet som senare blev känd som University Hall (Aula Universitatis) köptes in 1253.
Balliol College och Merton College räknar sig dock också som äldsta college enligt andra kriterier.
Fram till 1500-talet var colleget endast öppet för teologistuderande. Den nuvarande huvudbyggnaden, Main Quadrangle uppfördes på 1600-talet efter att collegets rikedom och inflytande tillåtit det mer anspråksfulla byggnader. Byggnaden grundlades 17 april 1634 men bland annat på grund av engelska inbördeskriget slutfördes inte bygget förrän 1676. Den anslutande Radcliffe Quad färdigställdes 1719 med donationsmedel från den tidigare University College-studenten John Radcliffes testamente och biblioteksbyggnaden följde 1861. Sedan 1979 tar colleget även in kvinnliga studenter, efter att tidigare endast ha varit öppet för manliga studerande.